# Pătrăuți
Pătrăuți település Romániában, Bukovinában, Suceava megyében.

## Fekvése
A Suceava folyó völgyében, Suceavától a DN 2-es főút közelében, északnyugatra fekvő település.

## Nevezetességek
A falu melletti erdőben található dámvadrezervátumot még 1954-ben alapították Temesvárról idehozott dámvadakkal.
A településen található Szent Kereszt-templom a hagyományok szerint még a Ștefan cel Mare által ortodox szerzetesnőknek alapított templomok egyike volt, eredetileg kőből és téglából emelve. Mai vakolt állapotában egyszerű épület, melynek háromkaréjos szentélyét és négyzetes tornyát íves lizéna tagolás keresztezi.
A templom belső falait az alapítás korából való festmények borítják, melyek stílusa bizánci eredetre utal.